# Euphorbia tirucalli
Espèce
Euphorbia tirucalli, ou Bois de lait, Euphorbe antivénérienne et aux Antilles françaises elle est appelée en créole Kréyon (venant de Plante crayon), est une espèce de plantes à fleurs de la famille des Euphorbiacées.
C'est une plante ligneuse, à rameaux cylindriques verts, originaire de Madagascar qui pousse aussi en Afrique et Asie dans des climats tropicaux semi-arides.
Son latex très toxique a été utilisé en médecine traditionnelle.

## Nomenclature, étymologie
L’espèce a été décrite et nommée Euphorbia tirucalli par Linné en 1753 dans Species Plantarum 1: 452.
Le nom de genre Euphorbia est dédié à Εύφορβος – Euphorbos médecin du roi Juba II (de -46 à +23) du Royaume berbère de Maurétanie (dans l’actuel nord du Maroc) qui utilisait contre les morsures de serpent le latex d’une euphorbe succulente identifiée comme Euphorbia resinifera.
L’épithète spécifique tirucalli vient du nom vernaculaire Malayalam (Inde) de cette espèce, composé de tiru, « bon » et kalli, « euphorbe », ce qui signifie « bonne euphorbe », en référence à son usage médicinal.

## Répartition
Selon POWO, l’aire de répartition naturelle de cette espèce est Madagascar. Elle a été introduite dans de nombreux pays d’Afrique et d’Asie où elle s’est naturalisée.
Son aire de répartition est vaste en Afrique du Cap-Oriental à sa partie la plus septentrionale en Éthiopie et Soudan. Elle est présente au Nord-Est, au centre et au sud du continent, ainsi que dans la Péninsule arabique.
Elle a été introduite dans d'autres régions tropicales, notamment dans le sous-continent indien. Elle est connue sous le nom de Kalli en tamoul et est abondante au Sri Lanka.
Elle est présente aussi plus à l’est comme en Myanmar (Birmanie), Thaïlande, Chine, Malaisie, Viêt Nam, Java, Taiwan. On la trouve aussi en Tunisie, Ghana, Guinée, et en Espagne.  
Elle pourrait avoir été transportée par les premiers commerçants et marins d’Afrique du Sud vers l’Inde et l’Extrême-Orient.

## Synonymes
Euphorbia tirucalli possède 13 synonymes, dont 3 synonymes homotypiques
- Arthrothamnus tirucalli (L.) Klotzsch & Garcke in Monatsber. Königl. Preuss. Akad. Wiss. Berlin 1859: 251 (1859)
- Tirucalia indica Raf. in Fl. Tellur. 4: 112 (1838)
- Tirucalia tirucalli (L.) P.V.Heath in Calyx 5: 93 (1996)

## Description
Arbuste ou petit arbre succulent, de 3 à 5 m de hauteur, et jusqu’à 10 m,.
Les tiges sont vert foncé, ramifiées, à rameaux opposés ou alternes. Les branches terminales sont cylindriques, glabres, d’un vert plus clair, jusqu’à 7 mm de diamètre, sub-verticillées, formant des masses en forme de brosse qui sont la caractéristique la plus connue de cette espèce. La plante ne porte pas d’épines.
Les feuilles alternes sont petites et minces, jusqu’à 12 × 1,5 mm, et sont rarement observées car elles tombent très tôt. Les cicatrices foliaires sur les jeunes rameaux forment des bosses visibles qui se contractent jusqu’à ce qu’elles ne soient plus que des points gris sur les rameaux plus âgés. 
Les fleurs sont jaunes, discrètes et portées en grappes à l’apex des branches courtes ou dans les angles des branches. Ils apparaissent de septembre à décembre en Afrique du Sud.
Les involucres sont groupés, cupulés, jusqu’à 3 mm, à lobes rhombiques, dentés. Cinq glandes, entières.
Les fruits sont obtusément trigones, environ 12 mm de diamètre. Les capsules s’ouvrent alors qu’elles sont encore sur la plante.

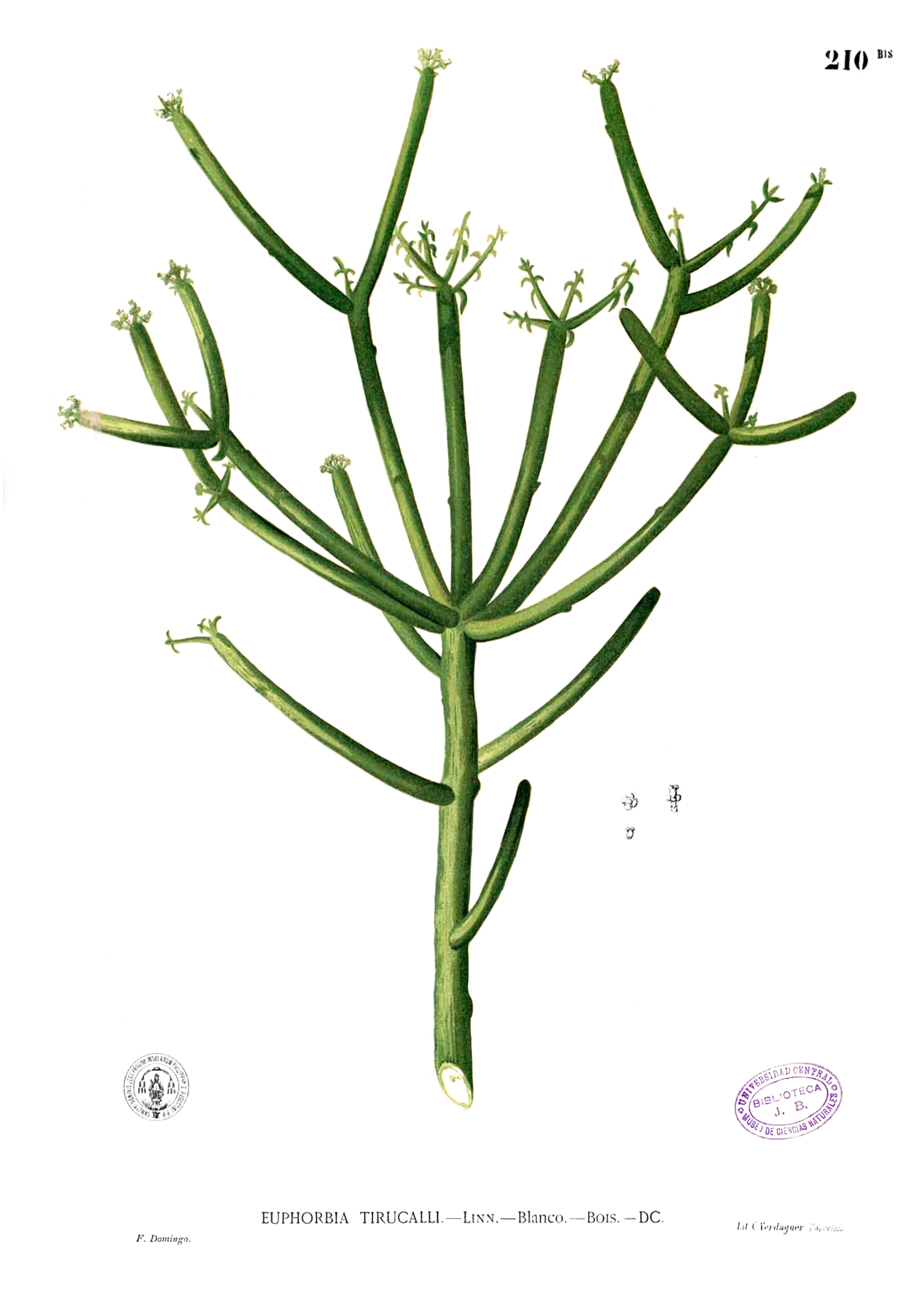
Euphorbia tirucalli illustrée par Francisco Manuel Blanco.

## Utilisations

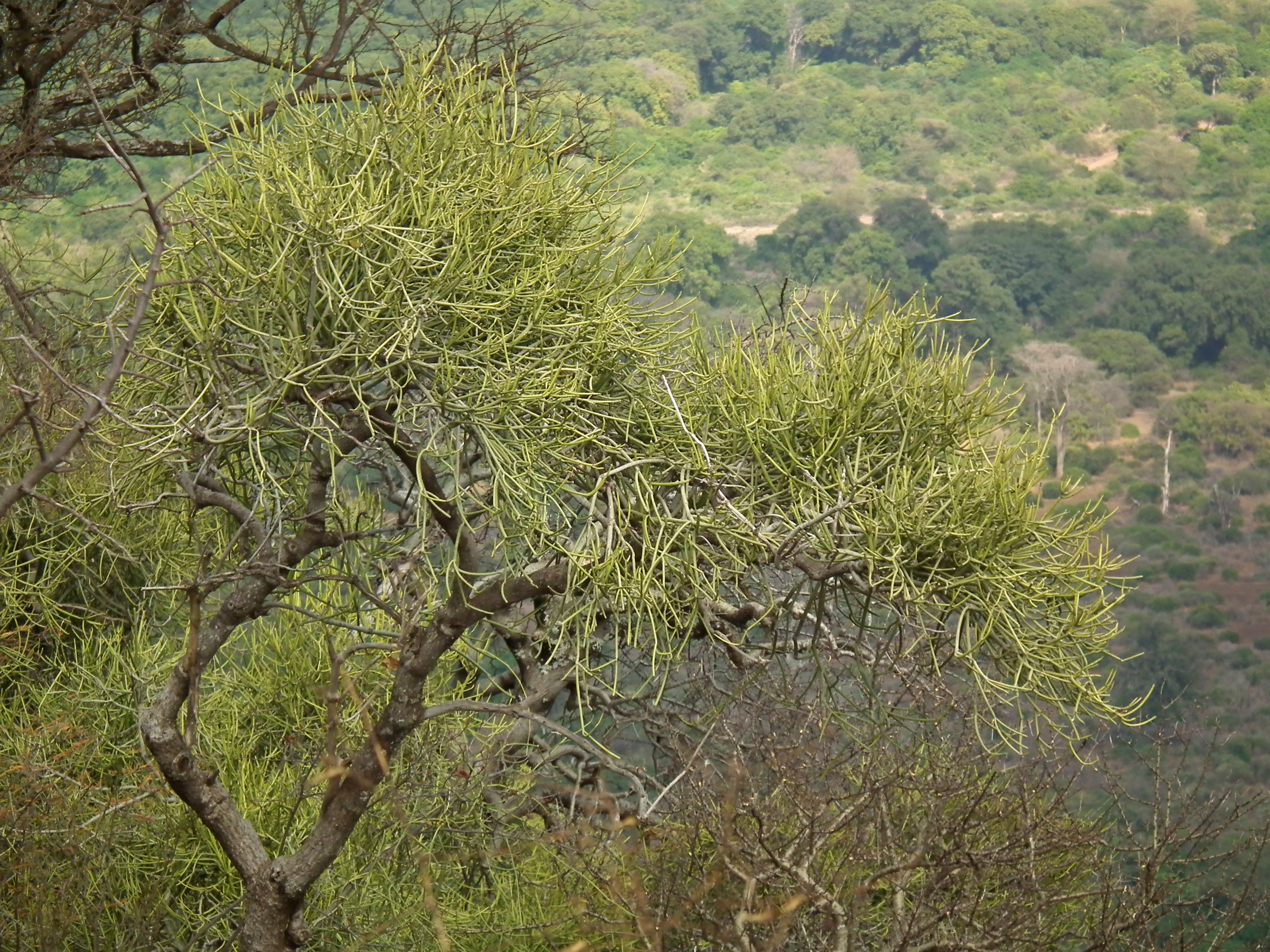
Euphorbe antivénérienne mature en Tanzanie.

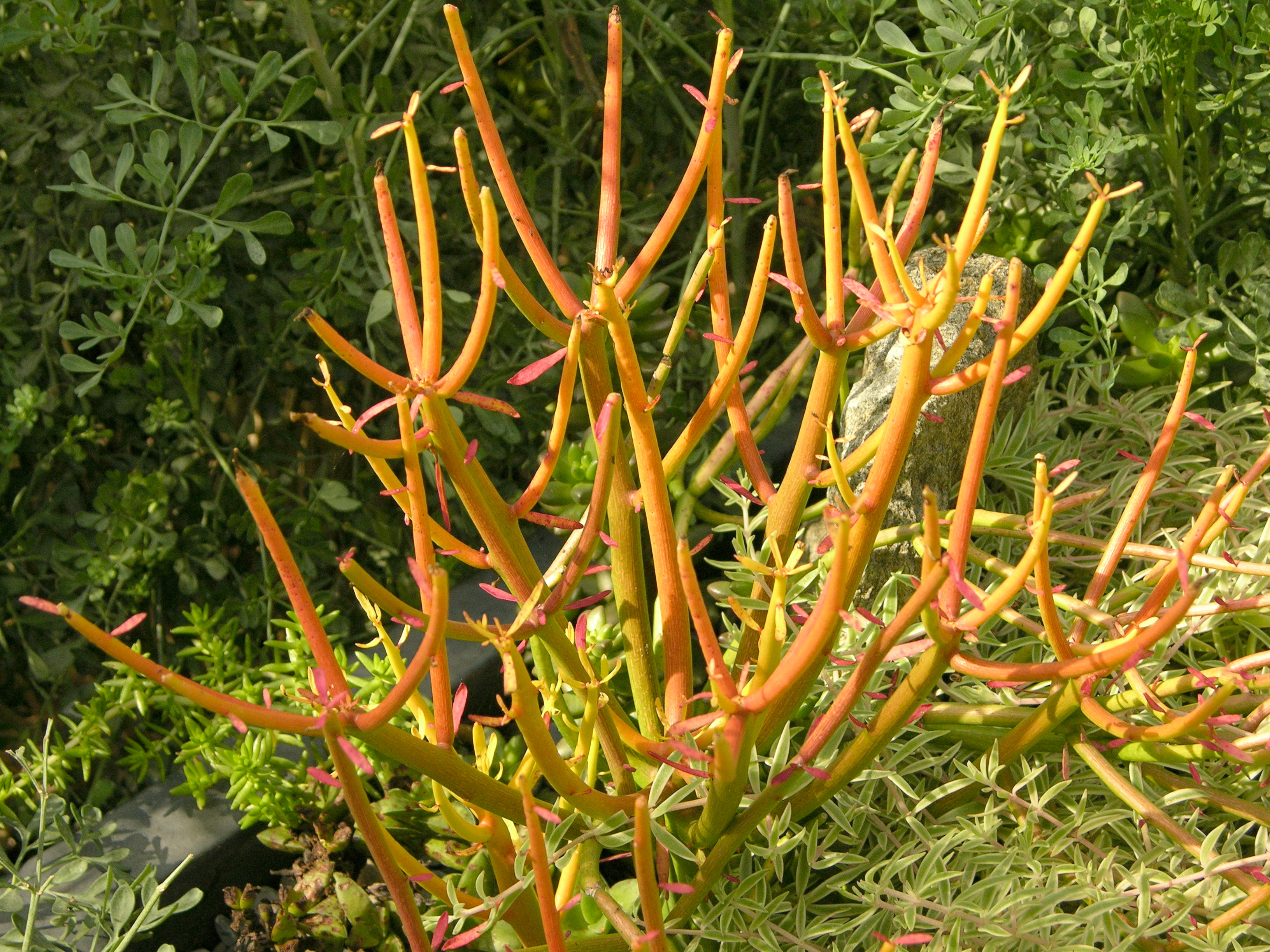
Variété ‘Sticks on fire’

À Madagascar, les fleurs mellifères de E. tirucalli (nommé localement famala laro) fournissent un miel un peu amer. La racine pilée sert comme vésicatoire, et la plante aurait aussi des propriétés antivénériennes. Avant les indépendances des colonies, la plante s'est fait connaitre en France métropolitaine sous le nom Euphorbe antivénérienne. L’ancien terme de « maladie vénérienne » employé jusqu’au début des années 1980, est maintenant remplacé par « Infection sexuellement transmissible ».
C’est avec divers latex de famala toxique pour les poissons que se pratique chez les Mahafaly et les Masikoro, la pêche par empoisonnement au votsy. Le lait, dès qu’il est recueilli par saignée, est aussitôt mélangé avant coagulation, avec de la terre sableuse. On fabrique ainsi les votsy, qui sont des boules assez friables de la grosseur du poing. Elles sont jetées dans les zones calmes d’une rivière, qui ont été au préalable isolées par de petits barrages. Elles se désagrègent rapidement, et les poissons affolés cherchent à fuir, nageant en tous sens ; bientôt, ils sont paralysés et se couchent sur le flanc,.
En Afrique, l’utilisation la plus commune était la confection de haies plantées autour des petites exploitations, des habitations et des enclos à bétail, qui aident à éloigner les intrus. En médecine traditionnelle, il est considéré comme un remède contre l’impuissance sexuelle et un antidote contre les morsures de serpent. L’utilisation de diverses euphorbes, dont E. tirucalli, comme poison pour les poissons est également bien documentée.
En Inde, l’usage médicinal de cette euphorbe est étendu que ce soit pour les rhumatismes, les verrues, la toux, l’asthme, les maux d’oreilles, ou les maux de dents et les névralgies. Le jus de latex frais est réputé efficace contre la syphilis et la gonorrhée et être une bonne application dans les névralgies. Au Malabar en Inde et aux Moluques, le latex est utilisé comme émétique et antisyphilitique. Mais les auteurs ne parlent pas de l’appellation vernaculaire « Euphorbe antivénérienne » qui est pourtant utilisée par certains sites de pépiniéristes. Selon Consensus.app, l’appellation « Euphorbe antivénérienne » pour Euphorbia tirucalli semble suggérer un usage traditionnel contre les maladies vénériennes, mais les données issues des résumés scientifiques disponibles ne confirment pas explicitement cet emploi.
La variété horticole ‘Sticks on Fire’ est une succulente tolérante à la sécheresse qui présente des tiges minces et ramifiées qui prennent des nuances vives de rouge, d’orange et de jaune surtout pendant les mois les plus froids. Ce cultivar est prisé par les paysagistes qui l’utilisent pour ajouter des accents verticaux dans les jardins au bord de l’eau ou pour apporter ses couleurs ardentes à la verdure végétale.
Le latex, comme dans d’autres euphorbes, est très toxique et peut provoquer la cécité, des cloques sur la peau et même s’avérer mortel si une quantité suffisante est avalée. Il y a au moins un cas enregistré de mort par hémorragie gastro-intestinale.
Elle peut servir à la fabrication de biocarburant. Le chimiste américain Melvin Calvin a notamment proposé l'exploitation d'E. tirucalli à cette fin puisque la plante a la capacité de croître sur des terrains désolés et arides. Il estimait qu'il serait possible de réaliser la production de 10 à 50 barils d'équivalent pétrole par acre. La plante fut aussi exploitée, sans grand succès, pour la production de caoutchouc.